# Consumers International
Consumers International (CI) — всесвітня федерація груп споживачів, яка грає роль єдиного незалежного всесвітнього голосу споживачів.
Заснована 1 квітня 1960, в наш час[коли?] має понад 220 організацій-членів в 115 країнах по всьому світу, організація розвиває міжнародний рух з розширення можливостей для захисту споживачів.

## Офіси
CI має три офіси:
- Куала Лумпур, Малайзія
- Сантьяго, Чилі
- Лондон, Велика Британія